# Odonteus liebecki
Odonteus liebecki är en skalbaggsart som beskrevs av Wallis 1928. Odonteus liebecki ingår i släktet Odonteus och familjen Bolboceratidae. Inga underarter finns listade i Catalogue of Life.